# Jezuïeten-missies
Jezuïeten-missies was een tijdschrift dat tussen 1936 en 1956 maandelijks verscheen.
Het tijdschrift werd opgezet om bekendheid te geven aan het missiewerk van de orde der Jezuïeten bij een Nederlands katholiek lezerspubliek. Tevens deed het blad een beroep op de lezer om het missiewerk te steunen. Het merendeel van de artikelen in het tijdschrift werd geleverd door Paters Jezuïeten vanaf hun werkplek in het buitenland en informeerden over de cultuur in het betreffende missieland. Deze beschrijvingen van niet-Europese culturen en bevolkingsgroepen gaven uiting aan een denkwijze en houding die in het midden van de twintigste eeuw gebruikelijk was, maar bevatten elementen die vandaag de dag als onacceptabel en racistisch worden beschouwd. Daarnaast behandelden de artikelen de kwetsbare positie van de missionaris in een vreemde of vijandige omgeving. Naast artikelen bevatte het tijdschrift ook illustraties.